# Liste griechischer Phrasen/Theta

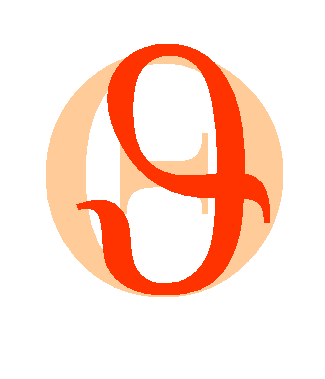
Theta

## Θάλασσα ὕδωρ καθαρώτατον καὶ μιαρώτατον.

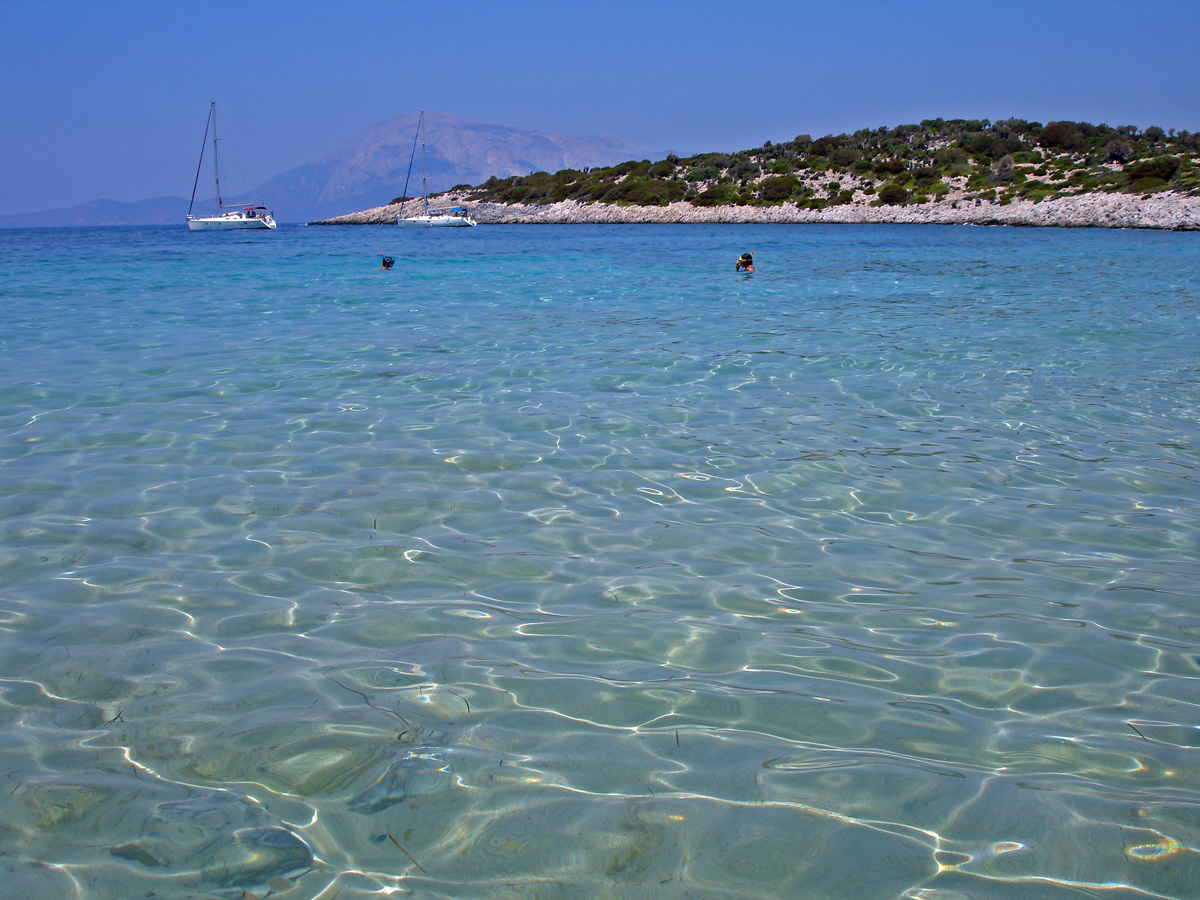
Meerwasser bei der Insel Samos

Θάλασσα ὕδωρ καθαρώτατον καὶ μιαρώτατον, ἰχθύσι μὲν πότιμον καὶ σωτήριον, ἀνθρώποις δὲ ἄποτον καὶ ὀλέθριον.
Thalassa hydōr katharōtaton kai miarōtaton, ichtysi men potimon kai soterion, anthropois de apoton kai olethrion.
„Meerwasser ist das reinste und scheußlichste: für Fische trinkbar und lebenserhaltend, für Menschen untrinkbar und tödlich.“
Aussage des Philosophen Heraklit zum salzigen Meerwasser, das für die Menschen ungenießbar ist, aber gleichzeitig für die Fische Lebensgrundlage ist.
Für ein weiteres Gegensatzpaar Heraklits siehe folgende Feststellung: «Τῷ οὖν τόξῳ ὄνομα βίος, ἔργον δὲ θάνατος.» („Der Name für den Bogen ist Leben, sein Werk aber Tod.“)

## Θάλασσα καὶ πῦρ καὶ γυνή, κακὰ τρία.
Θάλασσα καὶ πῦρ καὶ γυνή, κακὰ τρία.
Thalassa kai pyr kai gynē, kaka tria.
„Meer und Feuer und Frauen, drei Übel.“
Lateinisch: Mare, ignis, mulier: tria sunt mala.
Dieser frauenfeindliche Spruch beschreibt die drei gefährlichsten Dinge im Leben und gibt die schlechten Erfahrungen eines Seefahrervolkes mit dem Meer wieder.
In diesem Zusammenhang kann man auch die folgenden Sprichwörter sehen:
- „Feuer, Wasser und Weiber sind gute Diener, aber schlechte Herren.“

Dazu passt vielleicht das albanische Sprichwort: „Feuer, Wasser und Regierungen kennen keine Gnade.“
- „Ισον εστίν οργή και θάλασσα και γυνή.“ („Ison estin orni ke thalassa ke gini.“)

„Der Zorn des Meeres und der Frau sind gleich.“
In seinem Buch Misogynie (Geschichte des Frauenhasses) datiert der irische Autor und BBC-Journalist Jack Holland den Ursprung des Frauenhasses auf das 8. Jahrhundert v. Chr. und nennt auch den östlichen Mittelmeerraum als Entstehungsort. In einer Rezension dazu heißt es:

„Dort lebte seinerzeit ein – wie ihn der Autor recht despektierlich charakterisiert – ‚Bauer, der sich zum Dichter berufen fühlte‘. Gemeint ist kein Geringerer als Hesiodos, mit dessen ‚Theogonia‘ Holland den Frauenhass in die Welt treten sieht, was denn allerdings doch zu viel der 'Ehre' für den Herrn aus dem in Böotien gelegenen Örtchen Askra ist.“

In Hesiods Schöpfungsmythologie Theogonie bringt Pandora, das schöne Übel, Unheil über die bis dahin glücklich lebenden Männer. Pandora und die biblische Eva brachten aus Neugier Verderben über die Menschheit und wurden zur Rechtfertigung für Geringschätzung der Frauen genutzt.
Noch negativer ist das Diktum des Epigrammatikers Palladas von Alexandria, mit dem Prosper Mérimée seine Novelle über die junge Zigeunerin Carmen einleitet: Πᾶσα γυνὴ χόλος ἐστίν· ἔχει δ’ ἀγαθὰς δύο ὥρας· τὴν μίαν ἐν θαλάμῳ, τὴν μίαν ἐν θανάτῳ. („Jede Frau ist wie Galle; sie hat nur zwei gute Seiten: die eine im Bett, die andere im Tod.“)

## Θάλαττα, θάλαττα.
Θάλαττα, θάλαττα.
Thalatta, thalatta.
„Das Meer, das Meer!“

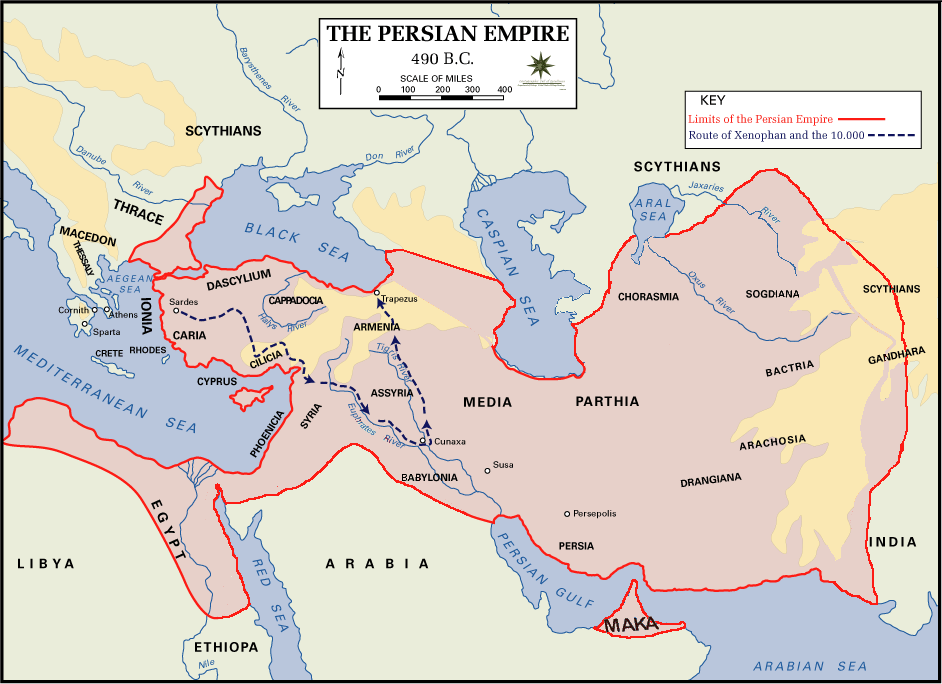
Route des Xenophon und der Zehntausend

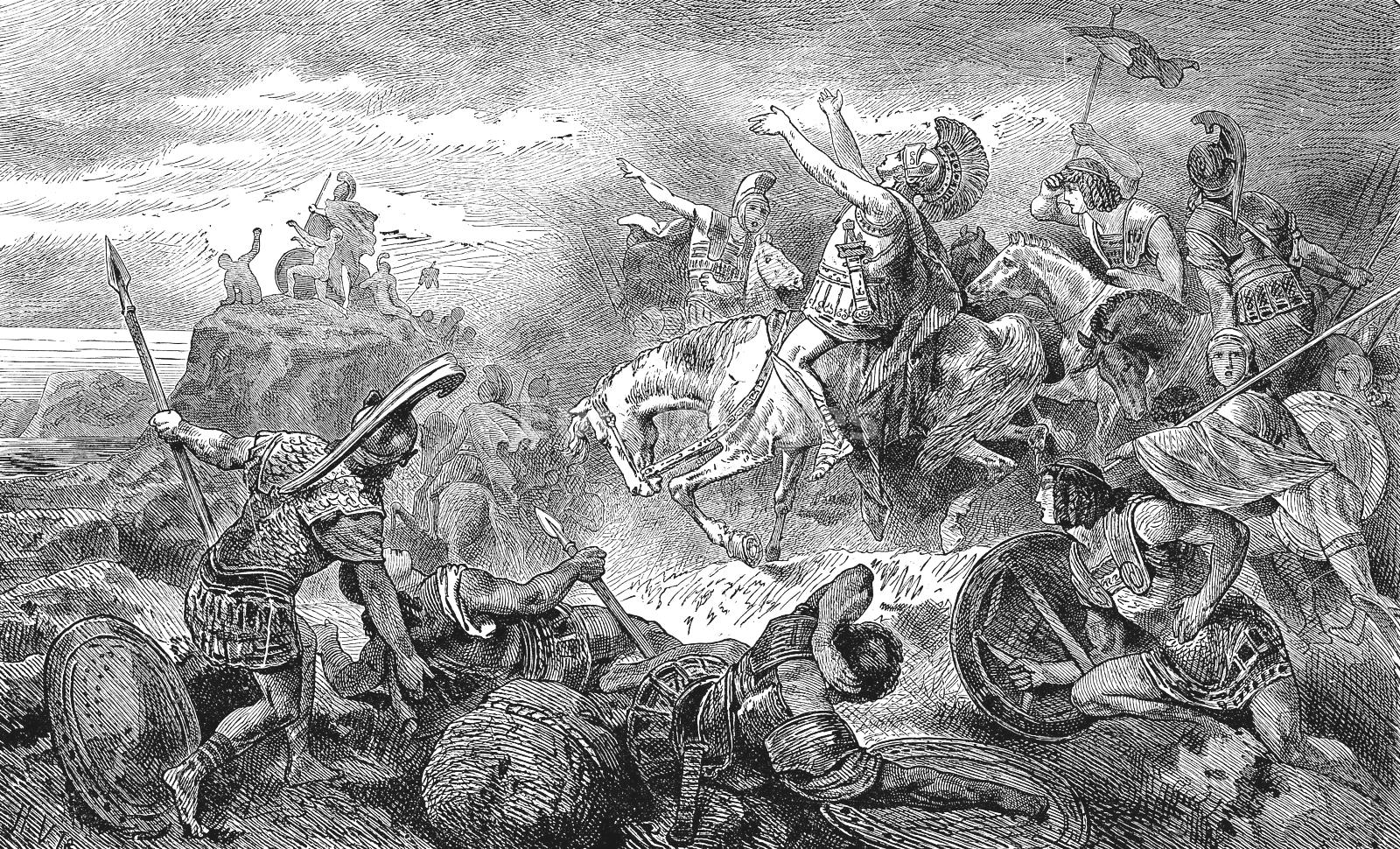
Θάλαττα, θάλαττα, Xenophon und die anderen Griechen erblicken das Meer (Radierung von Hermann Vogel, etwa 1880)

Berühmter literarischer und historischer Topos für eine Rettung nach langer Mühsal aus Xenophons Anabasis. Xenophon beschreibt, wie das Heer auf dem beschwerlichen Rückweg an der letzten Hügelkette vor der Küste bei Trapezunt in den Ausruf „θάλαττα, θάλαττα“ (attisches Griechisch) ausbrach und sich alle Soldaten freuten, endlich das Meer wieder zu sehen:

„Am fünften Tag kamen sie zu dem Berg Theches (Zigana Dagh, 2650 m). Als die Ersten oben angekommen waren, erhob sich ein lautes Geschrei. Xenophon und die Soldaten der Nachhut hörten es und glaubten, nun griffen auch noch Feinde von vorne an. Als jedoch die Rufe immer lauter wurden und die Nachrückenden einstimmten, da meinte Xenophon, es müsse sich um etwas Entscheidendes handeln. Er sprang aufs Pferd und wollte mit einer Abteilung Reitern den anderen zu Hilfe eilen. Doch alsbald hörten sie, wie die Soldaten riefen: ‚Thálatta, thálatta, das Meer, das Meer!‘ und wie einer dem anderen den Ruf weitergab. Jetzt kam alles ins Rennen, auch die Nachhut, selbst die Zugtiere und die Pferde mußten mit. Als alle den Gipfel erreicht hatten, da fielen sie einander in die Arme, auch die Obersten und die Hauptleute, und die Tränen liefen ihnen herunter.“

Heinrich Heine verfasste ein Gedicht mit dem Titel Meergruß, in dessen erster Strophe es heißt:
Thalatta! Thalatta!

Sei mir gegrüßt, du ewiges Meer!

Sei mir gegrüßt zehntausendmal,

Aus jauchzendem Herzen,

Wie einst dich begrüßten

Zehntausend Griechenherzen,

Unglückbekämpfende, heimatverlangende,

Weltberühmte Griechenherzen.
Reisende aus moderner Zeit bestätigen, dass man von jener Stelle aus tatsächlich das Meer sehen kann, allerdings keine Wasserfläche, wie in Heines Gedicht, sondern einen Dunststreifen in der Ferne.

## Θαλῆς δὲ πρῶτον εἰς Αἴγυπτον ἐλθὼν μετήγαγεν εἰς τὴν Ἑλλάδα τὴν θεωρίαν ταύτην.
Θαλῆς δὲ πρῶτον εἰς Αἴγυπτον ἐλθὼν μετήγαγεν εἰς τὴν Ἑλλάδα τὴν θεωρίαν ταύτην.
Thalēs de prōton eis Aigypton elthōn metēgagen eis tēn Hellada tēn theōrian tautēn.
„Thales war zuerst nach Ägypten gekommen und brachte diese Disziplin mit nach Hellas.“
Feststellung, dass der Philosoph und Mathematiker Thales zuerst eine Zeit in Ägypten verbrachte und von dort die neue Disziplin der Geometrie in Griechenland bekannt machte.
Aus Thales’ Leben wird seine Reise nach Ägypten überliefert, bei der er sich mit der Geometrie vertraut gemacht haben soll. Anschließend reiste er an den Hof des Lyderkönigs Sardes. Dort betrieb er Sternenkunde. Bekannt wurde er, da er für den 28. Mai des Jahres 585 v. Chr. erfolgreich eine Sonnenfinsternis voraussagte. Anhand von Thales wird deutlich, dass der Weg des Wissens über Ägypten und Babylon ins griechische Kleinasien und von dort nach Griechenland gelangte.
Berühmt ist die Legende, wie Thales die Höhe der Pyramiden von Gizeh gemessen haben soll: Er nahm einen Stab und verglich diesen mit der Länge seines Schattens. Bei gleichem Sonnenstand stand die Länge des Schattens der Pyramide zur Höhe der Pyramide im gleichen Verhältnis wie der Stab zu seinem Schatten (Anwendung des Strahlensatzes).

## Θάνατος οὐδὲν διαφέρει τοῦ ζῆν.
Θάνατος οὐδὲν διαφέρει τοῦ ζῆν.
Thanatos ouden diapherei tou zēn.
„Der Tod unterscheidet sich nicht vom Leben.“
Thales sah keinen Unterschied zwischen Tod und Leben.

## Θαρρεῖτε, γῆν ὁρῶ.
Θαρρεῖτε, γῆν ὁρῶ.
Tharreite, gēn horō.
„Fasst Mut! Ich sehe Land.“
Bemerkung des Kynikers Diogenes von Sinope, als er einem langweiligen Vortrag zuhören musste und entdeckte, dass nur noch eine halbe Seite Text auf der Schriftrolle des Vortragenden zu sehen war. Das weckte in ihm die Hoffnung, dass der Vortrag nicht mehr lange dauern konnte.

## Θᾶττον ἔην λευκους κόρακας πτηνάς τε χελώνας.

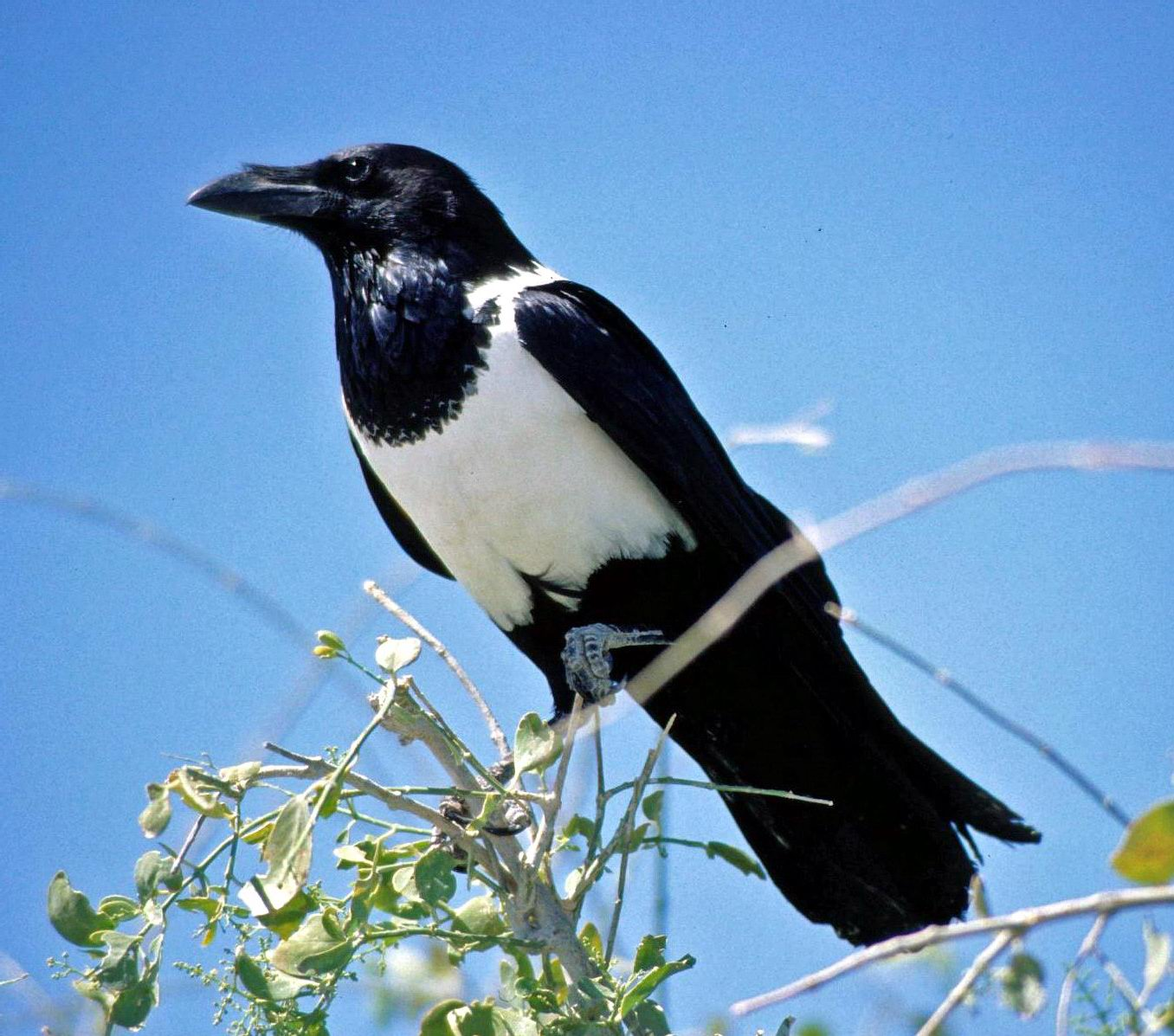
Schildrabe (Corvus albus)

Θᾶττον ἔην λευκους κόρακας πτηνάς τε χελώνας.
Thatton eēn leukous korakas ptēnas te chelōnas.
„Eher finden die Raben sich weiß, Schildkröten geflügelt.“
Lateinisch: Aut albus corvus prius, aut testudo volucris invenietur.
Der Humanist Erasmus von Rotterdam schreibt in seiner Sprichwörtersammlung Adagia:

„Galen äußert sich im 1. Buch ‘Von den physischen Kräften’ abschätzig über einen gewissen Lykos, der sich weder dem Erasistratos anschloß noch selbst das Richtige sagte: Es liegt somit auf der Hand, daß Lykos weder das Richtige noch die Meinung des Erasistratos ausspricht. Er gleicht demnach dem bekannten weißen Raben, der sich wegen seiner Farbe nicht zu den Raben und wegen seiner Größe nicht zu den Tauben gesellen kann.“

Erasmus ist der Ansicht, dass dieser Ausdruck auf Individualisten zutrifft, die sich nicht in den Rahmen der allgemeinen Anschauungen einfügen wollen.
Im Deutschen bezeichnet die idiomatische Wendung „weißer Rabe“ weniger einen seltenen Albino, sondern ist eine Bezeichnung für etwas, das sich durch seine Seltenheit auszeichnet. In diesem Sinne verwendete es bereits der römische Dichter Juvenal:

“Felix ille tamen corvo quoque rarior albo.”

„Ein solcher Glückspilz ist jedoch noch seltener als ein weißer Rabe.“

Ein weißer Rabe ist aber auch ein Mensch, der eine abweichende Meinung vertritt.
Dessen ungeachtet trägt der afrikanische Schildrabe den wissenschaftlichen Namen Corvus albus („Weißer Rabe“), er ist aber nicht völlig weiß, sondern hat eine elsterähnliche Zeichnung.

## Θεία Εὐχαριστία
Θεία Εὐχαριστία
Theia Eucharistia.
„Göttliche Danksagung“

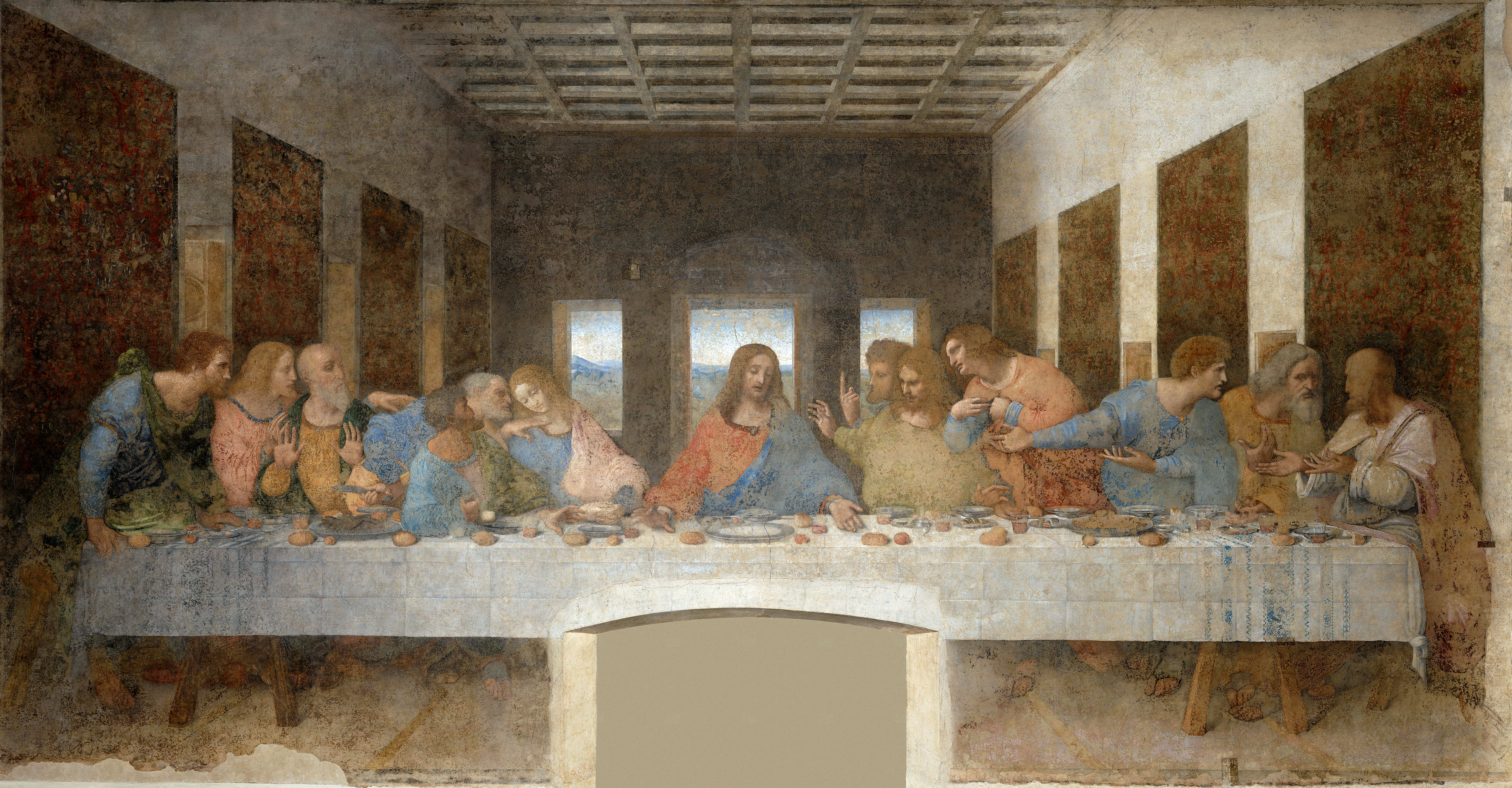
Leonardo da Vinci: Das Abendmahl

Griechische Bezeichnung für das Abendmahl, eine Handlung im Rahmen eines christlichen Gottesdienstes, die an das Sterben Jesu Christi erinnert. Das letzte Mahl Jesu und die urchristliche Mahlgemeinschaft werden im Neuen Testament in verschiedenen Fassungen dargestellt und verschieden bezeichnet:
- Die Orthodoxe, die Römisch-Katholische und die Anglikanische Kirche nennen es im Anschluss an den 1. Brief des Paulus an die Korinther (1 Kor 11,24 EU) Eucharistie.
- Die Evangelische Kirchen sprechen vom Abendmahl im Anschluss an Markus 14,17 EU („am Abend kam er mit den Zwölfen“) und 1 Kor 11,23 EU („in der Nacht, da er verraten wurde“).
- Manche Freikirchen nennen es im Anschluss an die Apostelgeschichte (2,46 EU) Brotbrechen und betonen den urchristlichen Rahmen einer Agapefeier.

Das Wort Eucharistie ist übrigens verwandt mit dem neugriechischen Wort für „danke“, ευχαριστώ efcharisto.

## Θέλει αρετή και τόλμη η ελευθερία.
Θέλει αρετή και τόλμη η ελευθερία.
Theli areti ke tolmi i eleftheria.
„Freiheit braucht Tugend und Mut.“
Dieser in Großbuchstaben auf der Flagge von Zakynthos, der südlichsten der Ionischen Inseln, stehende Wahlspruch ΘΕΛΕΙ ΑΡΕΤΗ ΚΑΙ ΤΟΛΜΗ Η ΕΛΕΥΘΕΡΙΑ stammt von dem Dichter Dionysios Solomos, der auf der Insel lebte und 1823 das Gedicht Hymne an die Freiheit verfasste, das zur griechischen Nationalhymne wurde. Der Spruch ähnelt einem dem antiken Staatsmanns und Feldherrn Perikles zugeschriebenen Zitat:

„Zum Glück brauchst du Freiheit, zur Freiheit brauchst du Mut.“

Die auf der Flagge abgebildete sitzende Figur ist Zakynthos (Ζάκυνθος), der mythische erste Bewohner der Insel, ein Sohn des Dardanos und Enkel des Zeus.

## Θεοὶ φύουσιν ἀνθρώποις φρένας.
Θεοὶ φύουσιν ἀνθρώποις φρένας, // πάντων ὅσ᾽ ἐστὶ κτημάτων ὑπέρτατον.
Theoi phyousin anthrōpois phrenas, // pantōn hos’ estiktēmatōn hypertaton.
„Die Götter pflanzten die Vernunft dem Menschen ein als höchstes aller Güter.“
Zitat aus der Tragödie Antigone des Dichters Sophokles. Haimon, der Verlobte Antigones und Sohn des Königs Kreon, versucht seinen Vater davon zu überzeugen, dass Antigones Handeln der Vernunft und dem Götterrecht entspricht.
Doch König Kreon, der ein selbstherrliches Regierungssystem ohne Kritikfähigkeit vertritt, will einen Präzedenzfall vermeiden. Antigone hat mit ihrem Verstoß gegen die verbotene Bestattung ihres Bruders Polyneikes ihre Strafe verdient, denn das größte Übel ist die Anarchie.
Haimon möchte die Richtigkeit von Kreons Worten nicht in Frage stellen, dennoch sagt er, es gäbe auch noch weitere Lösungen. Er verweist darauf, dass das Volk nicht mehr hinter ihm steht, sich nur nicht wagt, dies offen auszusprechen. Er bezeichnet Antigone als „die Unschuldigste aller Frauen“ und was Kreon als Gesetzesbruch bestrafen will, als „schönste Tat“, die einer „goldnen Ehrengabe“ wert sei.

## Θεος νύ τίς ἐστι κοτήεις.

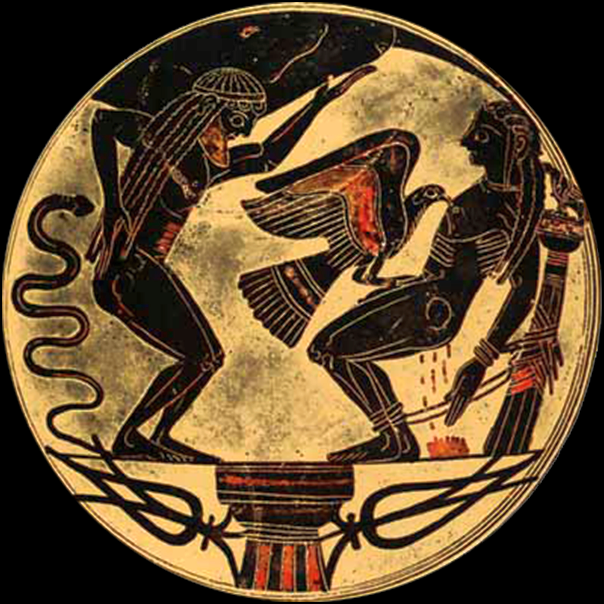
Atlas und Prometheus büßen ihre von Zeus auferlegten Strafen ab (schwarzfigurige Vase, ca. 550 v. Chr.)

Θεος νύ τίς ἐστι κοτήεις.
Theos ny tis esti kotēis.
„Mir grollt wohl einer der Götter.“
Lateinisch: Deus quispiam iratus est.
Der Humanist Erasmus von Rotterdam schreibt in seiner Sprichwörtersammlung Adagia erläuternd zu diesem Zitat aus dem 5. Gesang der Ilias:

„Es wirkt jedoch reizvoller, wenn man vom Allgemeinen ins Besondere geht, wie z. B.: Er schreibt Gedichte, doch grollt ihm dabei jede einzelne Muse. Er singt, verfolgt vom Zorne Apollos. Er vertrat seine Sache denkbar ungeschickt und unter dem offensichtlichen Groll der Peitho. Mars stand beim Kampfe nicht auf unserer Seite. Neptun war uns bei der Seefahrt hold. Merkur war mir vermutlich feind, als ich mich mit diesem Schurken einließ. Verfolgt vorn Zorn der Venus zeugt er Kinder: wenn einer häßliche Söhne in die Welt setzt. Gegen den Willen Minervas: wenn einer eine Kunst mit wenig Geschick betreibt.“

In der Antike wurde der Groll der Götter gegen große Personen und Familien gerne auf der Bühne vorgeführt.
Ein Verteidiger gegen den Groll der Götter ist Prometheus, der Freund und Kulturstifter der Menschheit. Zeus ließ Prometheus fangen und in den Kaukasus schleppen, wo er ihn an einen Felsen über einem Abgrund fesselte und den Adler Aithon von seiner Leber fressen lässt.
Johann Wolfgang von Goethe greift dieses Thema in seinem Hymnus Prometheus auf. Gleich vom ersten Vers an redet Prometheus Zeus mit einem rebellisch klingenden „Du“ an:
Bedecke deinen Himmel, Zeus,

Mit Wolkendunst,

Und übe, dem Knaben gleich,

Der Disteln köpft,

An Eichen dich und Bergeshöhn;

## Θεοτόκε Παρθένε, χαῖρε.
Θεοτόκε Παρθένε, χαῖρε.

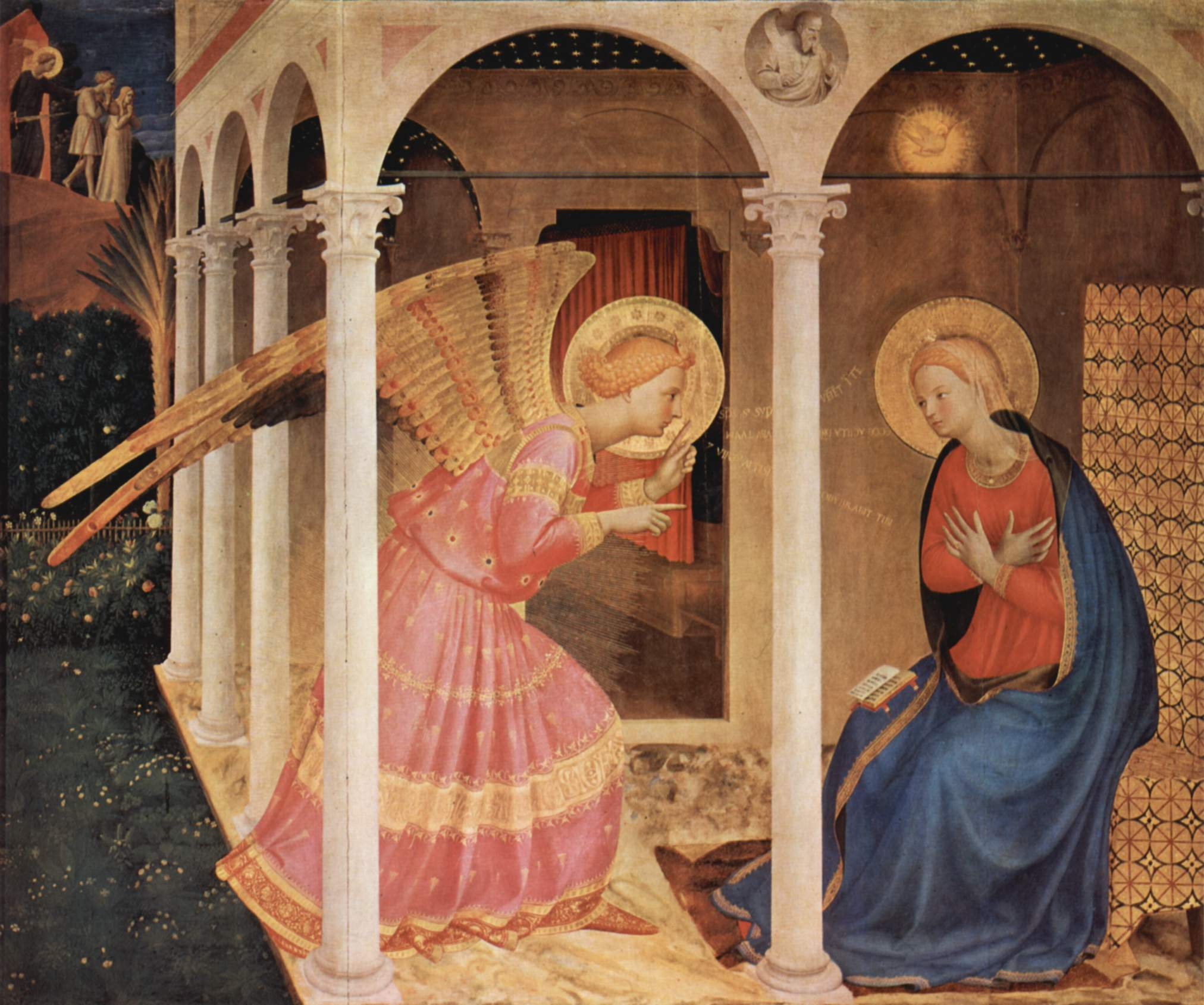
Fra Angelico: Der Englische Gruß, 1433–34

Theotoke Parthene, chaire.
„Gottesgebärerin und Jungfrau, freue dich.“
Anfang des Ave Maria in der Ostkirche, das in der Westkirche in der lateinischen Form „Ave María, gratia plena“ („Gegrüßet seist Du, Maria, voll der Gnade.“) bekannt ist.
Den ersten Teil des Gebets bilden die Marienanreden des Erzengels Gabriel bei der Verkündigung sowie Elisabeths beim Besuch Marias. Der zweite Teil ist eine im 13. Jahrhundert hinzugefügte Bitte, die den Beistand in der Todesstunde zum Inhalt hat.
Das Ave Maria gehört nach dem Vaterunser zu den meistgesprochenen Gebeten der Christenheit und ist mit diesem Bestandteil des Rosenkranz-Gebetes.

## Θεοτόκος
Θεοτόκος
Theotókos
„Gottesgebärerin“
Der Titel Gottesgebärerin (lateinisch Dei Genitrix), deutsch auch Muttergottes (Mater Dei), ist ein Ehrentitel für Maria, die Mutter Jesu Christi. Er beinhaltet die christliche Glaubensüberzeugung, dass der als Sohn Gottes verehrte Jesus von Nazaret zugleich wahrer Gott und wahrer Mensch war.

## θέρος, τρύγος, πόλεμος.
θέρος, τρύγος, πόλεμος.
Theros, trygos, polemos.
„Sommer, Herbst, Krieg.“
Altgriechisches Sprichwort, das sich auf die Kriegsführung der Spartaner bezog.

## Θεῶν ἐν γούνασι κεῖται.
Θεῶν ἐν γούνασι κεῖται.
Theōn en gounasi keitai.
„Das liegt im Schoß der Götter.“
Zitat aus der Ilias und der Odyssee. Homer will damit ausdrücken, dass nur die Götter wissen, wie das Schicksal eines Menschen aussieht. In der Odyssee heißt es zum Beispiel:
Wenn doch in jener Gestalt Odysseus den Freiern erschiene!

Bald wär' ihr Leben gekürzt, und ihnen die Heirat verbittert!

Aber dieses ruhet im Schoße der seligen Götter,

Ob er zur Heimat kehrt, und einst in diesem Palaste

Rache vergilt, oder nicht.
In the Lap of the Gods („Im Schoß der Götter“) ist ein Song Freddie Mercurys, ein Beispiel für dessen charakteristischen, hohen Gesang.

## Θνατοῖσι μὴ φῦναι φέριστον.

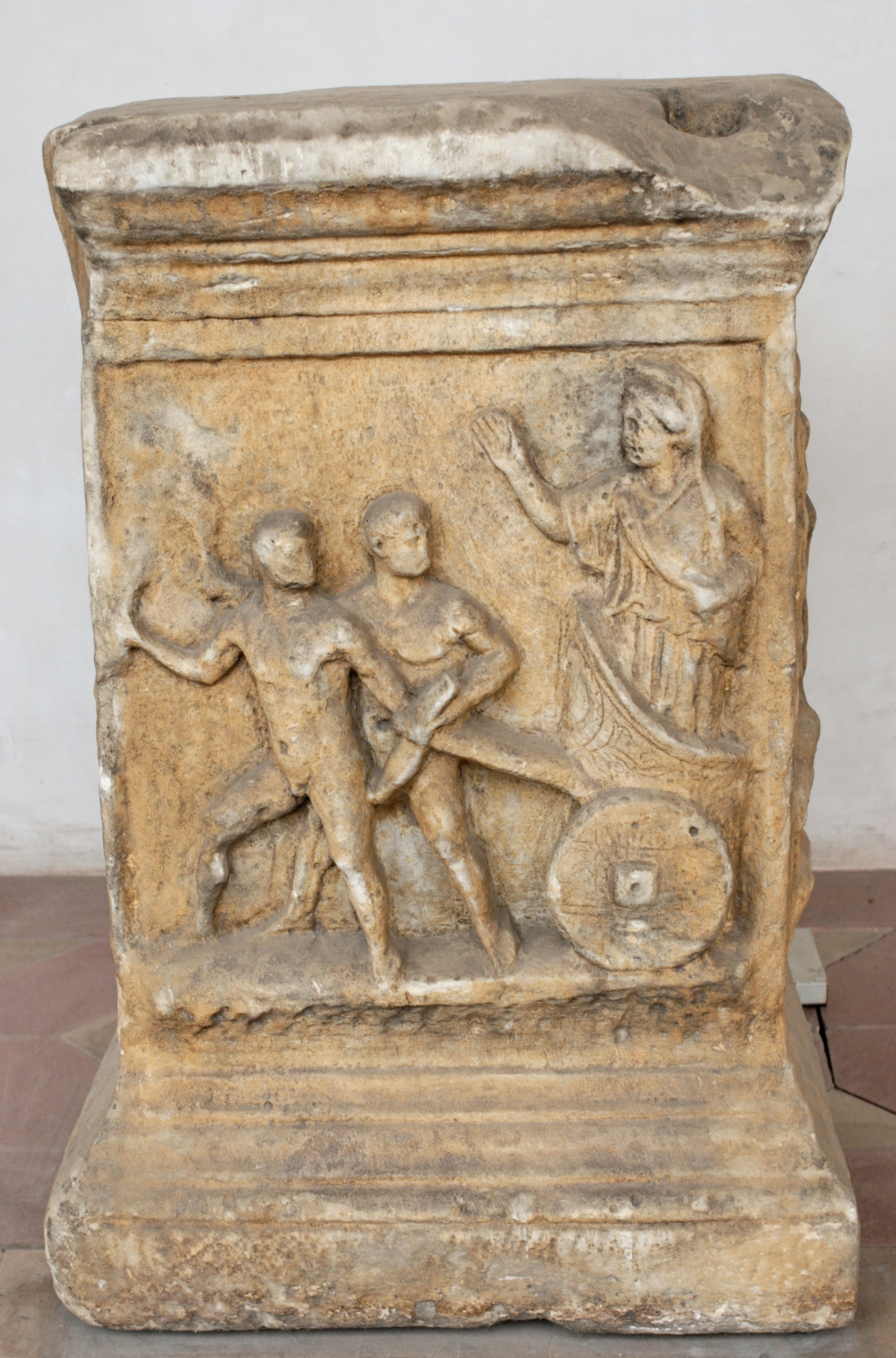
Römischer Grabaltar mit der Darstellung des Mythos von Kleobis und Biton

Θνατοῖσι μὴ φῦναι φέριστον.
Thnatoisi mē phynai pheriston.
„Für die Sterblichen ist nicht geboren zu werden das Beste.“
Ausdruck des griechischen Pessimismus, über den Norbert Wokart in seinem Buch Die Sandalen des Empedokles schreibt:

„Dieses Spruches wegen, der wie ein Leitmotiv die gesamte Literatur und Philosophie der griechischen Antike durchzieht, hat man den Griechen Pessimismus unterstellt. Sie litten gewiss am Leben, und die Vergänglichkeit des Menschen, seine Hinfälligkeit und Verletzlichkeit warfen ihnen so düstere Schatten, dass das Leben ihnen manchmal nichtig schien. Diese Erfahrung der Leiblichkeit musste umso schwerer wiegen, als sie durch keine Hoffnung auf Erlösung gemildert wurde; denn der griechische Glaube versprach den Menschen weder hier im Leben noch dort im Tod irgendeinen Trost.“

Es handelt sich dabei um eine Feststellung des Chorlyrikers Bakchylides, der die Daseinsverachtung des Theognis von Megara aufgreift (Übersetzung: Gerhard Fink):
Von allem (ist) nicht geboren zu werden für die Erdbewohner am besten

   und nicht zu erblicken die Strahlen der hellen Sonne,

Geboren aber möglichst schnell die Pforten des Hades zu erreichen

   und (im Grab) zu liegen, (nachdem man) viel Erde auf sich gehäuft (hat).
Der Geschichtenschreiber Herodot erzählt dazu die kleine Geschichte von dem Brüderpaar Kleobis und Biton, den Söhnen einer Herapriesterin, die – weil die Stiere gerade auf der Weide waren – selbst den schweren Kultwagen der Mutter zum Tempel zogen. Stolz auf ihre Söhne, bat die Priesterin die Göttin Hera, den jungen Männern das zu gewähren, was für die Menschen das Beste sei. Die beiden legten sich im Tempel schlafen und erwachten nicht wieder. Dazu heißt es von Gerhard Fink:

„Es zeigte an diesen der Gott, daß es besser sei für einen Menschen, tot zu sein, statt zu leben.“

Der Philosoph Friedrich Nietzsche erzählt die alte Sage, dass König Midas lange Zeit im Wald nach dem weisen Silen gejagt habe. Als er ihn endlich gefangen hatte, fragt Midas, was für den Menschen das Allerbeste sei:

„Starr und unbeweglich schweigt der Dämon; bis er, durch den König gezwungen, endlich unter gellem Lachen in diese Worte ausbricht: ‚Elendes Eintagsgeschlecht, des Zufalls Kinder und der Mühsal, was zwingst du mich dir zu sagen, was nicht zu hören für dich das Ersprießlichste ist? Das Allerbeste ist für dich gänzlich unerreichbar: nicht geboren zu sein, nicht zu sein, nichts zu sein. Das Zweitbeste aber ist für dich – bald zu sterben.‘“

Siehe auch: Ζωῆς πονηρᾶς θάνατος αἱρετώτερος. („Einem schlechten Leben ist der Tod vorzuziehen.“)

## Θνητὰ φρόνει.
Θνητὰ φρόνει.
Thnēta phronei.
„Bedenke, dass du sterblich bist!“
Eine der Tempelinschriften des Apollon-Tempels in Delphi, die als Aussprüche der berühmten Sieben Weisen gelten (siehe Griechischer Pessimismus).
Bekannt ist die lateinische Fassung: Memento mori. Der Gedanke hat bis in die Neuzeit nachgewirkt. Noch zu Anfang des 19. Jahrhunderts trugen manche Männer in ihren Hosentaschen oder an der Uhrkette einen kleinen Gegenstand mit sich, der sie an ihre eigene Sterblichkeit erinnern sollte.

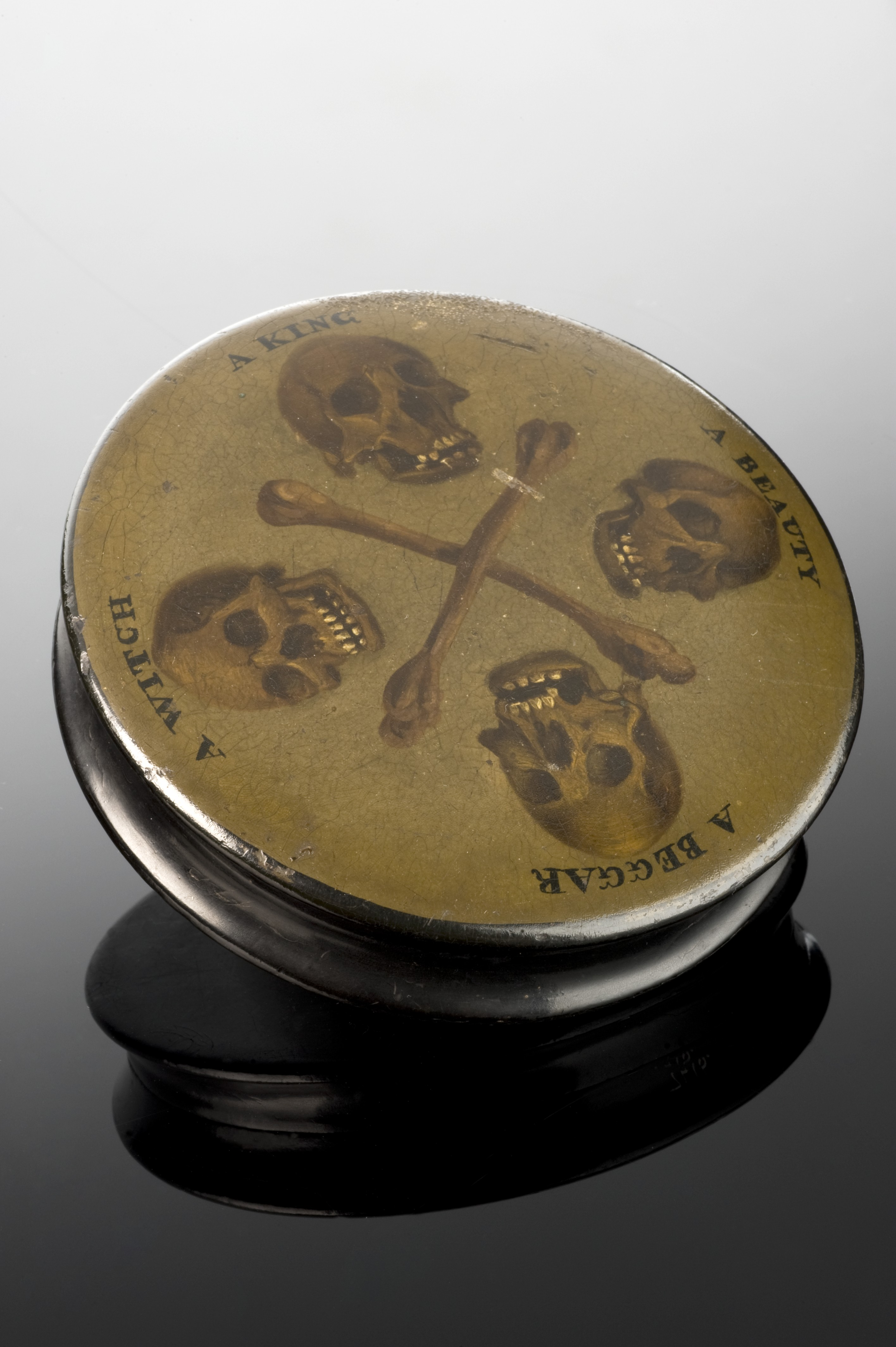
Schnupftabakdose mit Totenköpfen
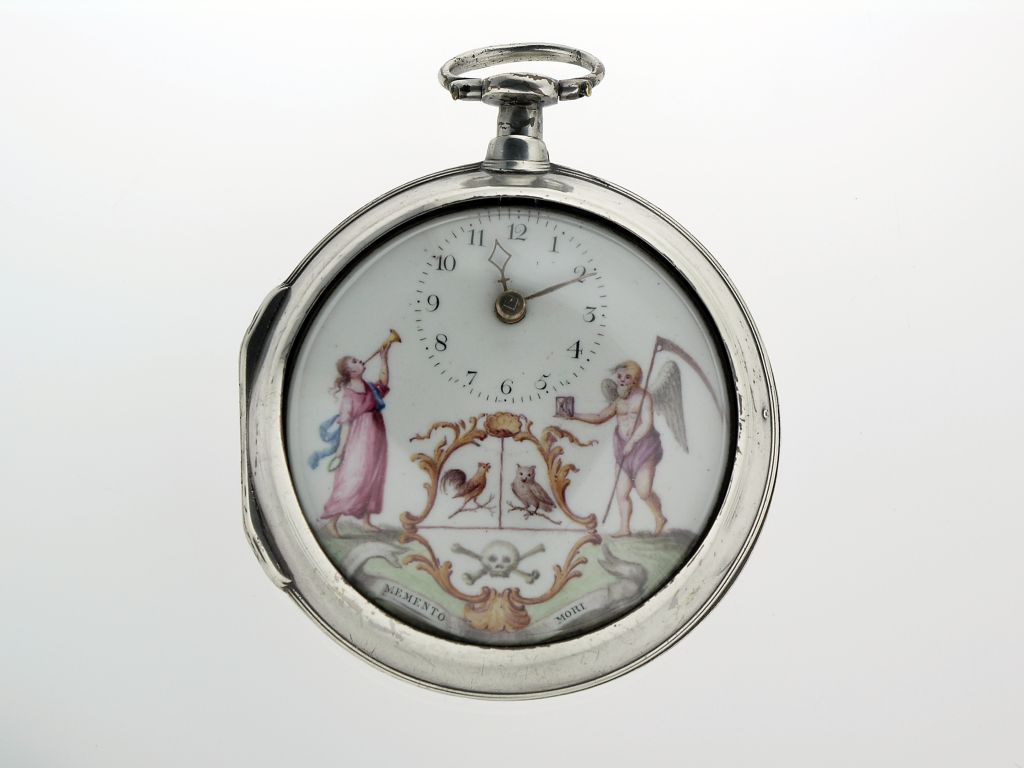
Taschenuhr mit Memento-Mori-Motiv
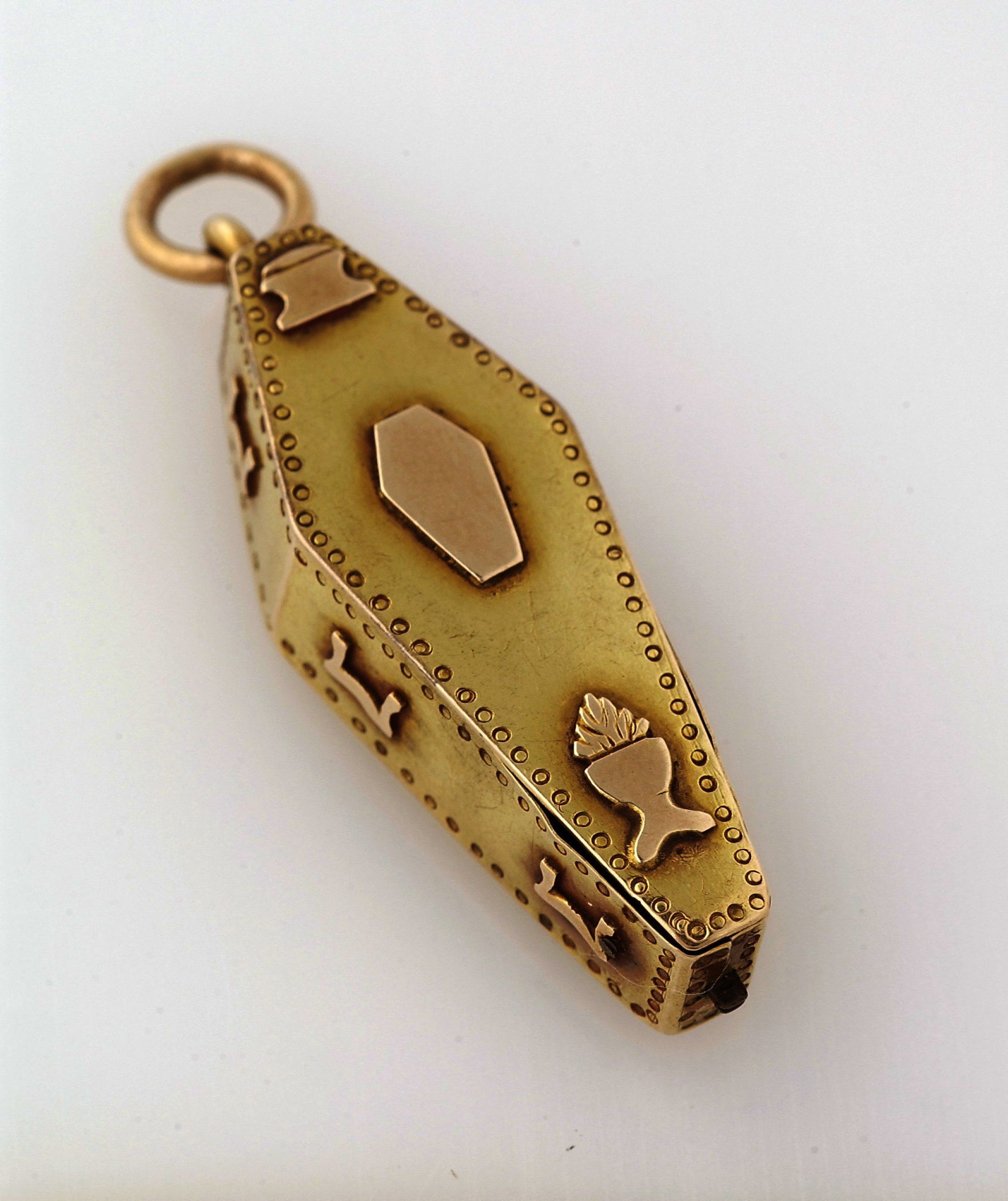
Goldfarbener Anhänger aus Metall (vermutlich Messing) in Sargform, geschlossen
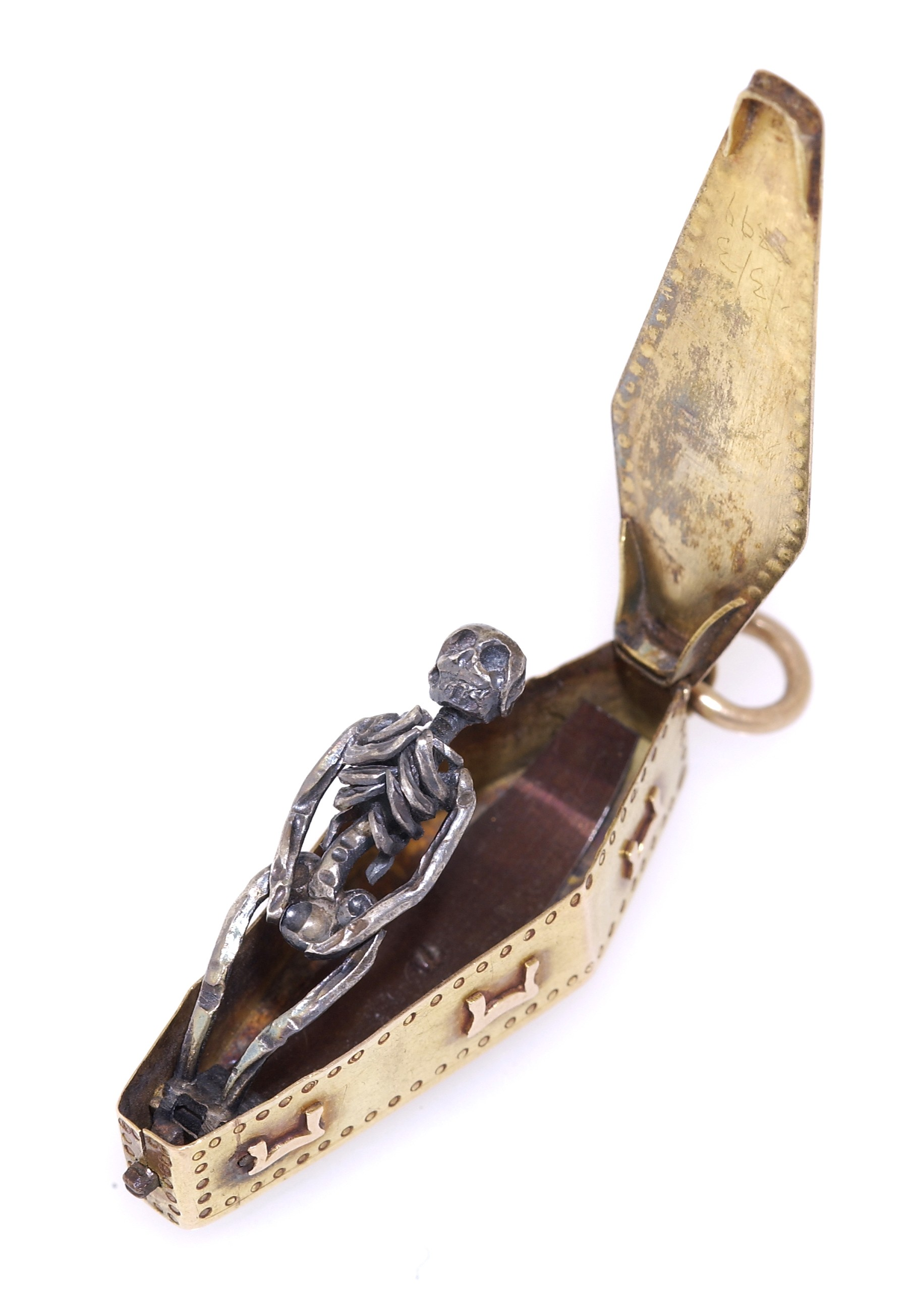
Derselbe Anhänger, Deckel geöffnet

## Θουκυδίδης Ἀθηναῖος
Θουκυδίδης Ἀθηναῖος ξυνέγραψε τὸν πόλεμον τῶν Πελοποννησίων καὶ Ἀθηναίων …
Thoukydidēs Athenaios xynegrapse ton polemon tōn Peloponnesiōn kai Athēnaiōn …
„Der Athener Thukydides beschrieb den Krieg der Peloponnesier und der Athener …“
Erster Satz der Beschreibung des Peloponnesischen Kriegs durch den General und Geschichtsschreiber Thukydides, den wohl bedeutendsten Historiker der Antike. Bei Ausbruch des Peloponnesischen Krieges zwischen Athen und Sparta im Jahr 431 v. Chr. war Thukydides etwa 30 Jahre alt. Da er dessen Bedeutung schon früh erkannte, begann er, Aufzeichnungen darüber anzufertigen.
Aus diesem Werk, dessen Originaltitel nicht überliefert ist, stammen die folgenden berühmten Zitate:
- κτῆμα ἐς ἀεί – „Besitz für alle Zeit“[19]
- Χρώμεθα γὰρ πολιτείᾳ […] καὶ ὄνομα μὲν διὰ τὸ μὴ ἐς ὀλίγους ἀλλ’ ἐς πλείονας οἰκεῖν δημοκρατία κέκληται. – „Die Verfassung, die wir haben […] heißt Demokratie, weil der Staat nicht auf wenige Bürger, sondern auf die Mehrheit ausgerichtet ist.“[20]

## Θυμὲ θύμ’.
Θυμὲ θύμ’.
Thyme, thym’.
„Herz, mein Herz!“
Anfang eines Kriegsgedichts des Lyrikers Archilochos, dessen erste Verse in der deutschen Übersetzung folgendermaßen lauten:
Herz, mein Herz, so tauche wieder

Aus dem Meer des Elends auf!

Wirf die Brust ins Kampfgetümmel,

Hemme deines Unheils Lauf.
Dieses Gedicht hatte starke Wirkung auf die Weltliteratur und wurde auch von Johann Wolfgang Goethe in seinem Gedicht Neue Liebe, neues Leben aufgegriffen, das so beginnt:
Herz, mein Herz, was soll das geben?

Was bedränget dich so sehr?

Welch ein fremdes, neues Leben!

Ich erkenne dich nicht mehr.